# Una casa a la fi del món
Una casa a la fi del món (títol original en anglès: A Home at the End of the World) és una pel·lícula estatunidenca dirigida per Michael Mayer i estrenada l'any 2004.

## Argument
Bobby és un nen de nou anys que observa la societat americana dels anys 60. Al cap de poc, una tragèdia el deixa sense família i aleshores va a viure amb Jonathan i la seva mare, Alice. Bobby i Jonathan creixen junts i es fan amics inseparables. Al cap dels anys, Bobby va a visitar Jonathan a Nova York i coneix la seva companya de pis, Clare. Aleshores s'estableix un triangle que podria posar en perill l'amistat dels dos joves.

## Comentaris
Basada en la novel·la de Michael Cunningham, narra 12 anys de les vides de dos bons amics amb caràcters totalment oposats. La història transcorre des dels suburbis de Cleveland en els anys 60 fins al Nova York dels 80, on s'introduirà en les seves vides una dona més gran que ells.
Format en el món del teatre, Michael Mayer debuta com a director de cinema amb aquesta adaptació que li va proposar l'actor, també productor, Tom Hulce (recordat pel paper titular d'Amadeus). Mayer era admirador del llibre i no podia evitar sentir-se identificat amb part de la història. Colin Farrell es va enamorar del projecte en llegir el guió. Robin Wright Penn, que apareix amb un look colorit molt arriscat, interpreta un personatge que és conscient que tots naixem amb la necessitat de tenir una família i una llar. Però a vegades no es pot trobar tot en una única persona. El passat teatral del director fa que estimi els actors i es concentri en la interpretació.

## Repartiment
- Colin Farrell: Bobby Morrow (1982)
- Dallas Roberts: Jonathan Glover (1982)
- Robin Wright Penn: Clare
- Sissy Spacek: Alice Glover
- Matt Frewer: Ned Glover
- Erik Scott Smith: Bobby Morrow (1974)
- Harris Allan: Jonathan Glover (1974)
- Asia Vieira: Emily

## Crítica
- "La pel·lícula sobrepassa les nostres expectatives (...) res és convencional en ella (...) Farrell està sorprenent (...) Puntuació: ★★★½ (sobre 4)".[3]
- "Suportada per inspirades interpretacions i per un genuí sentit de sorpresa davant les permutacions impredictibles de l'amor i la família".[4]
- "La pel·lícula és realment un encantador assemblatge de peces. Bellament concebuda i escrita per Michael Cunningham, té un distingit i novel·lístic estil literari".[5]